# Liste des systèmes de fichiers

## Informations générales
| Système de fichiers                        | Développeur                        | Sortie en | Système d'exploitation d'origine                                          |
| ------------------------------------------ | ---------------------------------- | --------- | ------------------------------------------------------------------------- |
| RT-11                                      | DEC                                | 1970      | RT-11                                                                     |
| V6FS                                       | Laboratoires Bell                  | 1972      | Unix version 6                                                            |
| FAT12                                      | Microsoft                          | 1977      | Microsoft Disk BASIC                                                      |
| V7FS                                       | Laboratoires Bell                  | 1979      | Unix version 7                                                            |
| ODS-2                                      | DEC                                | 1979      | OpenVMS                                                                   |
| FFS                                        | Kirk McKusick                      | 1983      | 4.2BSD                                                                    |
| MFS                                        | Apple                              | 1984      | Mac OS                                                                    |
| HFS                                        | Apple                              | 1985      | Mac OS                                                                    |
| OFS                                        | Metacomco for Commodore            | 1985      | AmigaOS                                                                   |
| NWFS (NetWare File System (en))            | Novell                             | 1985      | NetWare 286                                                               |
| EFS                                        | Silicon Graphics                   | 1986      | IRIX                                                                      |
| Amiga FFS (Amiga Fast File System (en))    | Commodore                          | 1987      | AmigaOS 1.3                                                               |
| FAT16                                      | Microsoft                          | 1987      | MS-DOS 3.31                                                               |
| MINIX fs                                   | Andrew Tanenbaum                   | 1987      | Minix 1.0                                                                 |
| HPFS                                       | IBM & Microsoft                    | 1988      | OS/2                                                                      |
| JFS                                        | IBM                                | 1990      | AIX                                                                       |
| VxFS                                       | VERITAS                            | 1991      | SVR4.0                                                                    |
| Extended file system (ext)                 | Rémy Card                          | 1992      | Linux                                                                     |
| AdvFS                                      | DEC                                | 1993      | Digital Unix                                                              |
| NTFS                                       | Microsoft, Gary Kimura, Tom Miller | 1993      | Windows NT                                                                |
| LFS                                        | Margo Seltzer                      | 1993      | Berkeley Sprite                                                           |
| ext2                                       | Rémy Card                          | 1993      | Linux                                                                     |
| UFS1                                       | Kirk McKusick                      | 1994      | 4.4BSD                                                                    |
| XFS                                        | SGI                                | 1994      | IRIX                                                                      |
| UDF                                        | ISO/ECMA/OSTA                      | 1995      | -                                                                         |
| PFS                                        | Michiel Pelt                       | 1995      | AmigaOS                                                                   |
| FAT32                                      | Microsoft                          | 1996      | Windows 95/98                                                             |
| Be File System                             | Be, D. Giampaolo, C. Meurillon     | 1996      | BeOS                                                                      |
| HFS+                                       | Apple                              | 1998      | Mac OS 8.1                                                                |
| NSS                                        | Novell                             | 1998      | NetWare 5                                                                 |
| GPFS                                       | IBM                                | 1998      | Linux                                                                     |
| ext3                                       | Stephen Tweedie                    | 1999      | Linux                                                                     |
| JFS2                                       | IBM                                | 1999      | OS/2 WSeB                                                                 |
| GFS                                        | Sistina (Red Hat)                  | 2000      | Linux                                                                     |
| ReiserFS                                   | Namesys                            | 2001      | Linux                                                                     |
| FATX                                       | Microsoft                          | 2002      | Xbox                                                                      |
| UFS2                                       | Kirk McKusick                      | 2002      | FreeBSD 5.0                                                               |
| ODS-5                                      | DEC                                | 2003      | OpenVMS 8.0                                                               |
| Fossil                                     | Laboratoires Bell                  | 2003      | Plan 9 from Bell Labs 4                                                   |
| ZFS                                        | Sun Microsystems                   | 2004      | Solaris                                                                   |
| Reiser4                                    | Namesys                            | 2004      | Linux                                                                     |
| NILFS                                      | NTT                                | 2005      | Linux                                                                     |
| OCFS2 (en)                                 | Oracle                             | 2006      | Linux                                                                     |
| ext4                                       | Andrew Morton                      | 2006      | Linux                                                                     |
| exFAT                                      | Microsoft                          | 2006      | Windows CE 6.0                                                            |
| Btrfs                                      | Oracle                             | 2007      | Linux                                                                     |
| HAMMER                                     | Matthew Dillon                     | 2008      | DragonFly BSD                                                             |
| Oracle ACFS (Automatic Storage Management) | Oracle                             | 2009      | Linux - Red Hat Enterprise Linux 5 et Oracle Enterprise Linux 5 seulement |
| LTFS (Linear Tape File System (en))        | IBM                                | 2010      | Linux, Mac OS X, planifié Microsoft Windows,                              |
| F2FS                                       | Samsung                            | 2012      | Linux et dérivés (Android, Bada, Tizen)                                   |
| ReFS                                       | Microsoft                          | 2012      | Microsoft                                                                 |
| GoogleFS, HDFS (Hadoop File System)        | Google                             | 2003      | Linux                                                                     |
| APFS                                       | Apple                              | 2016      | macOS                                                                     |